# 더 타이탄
《더 타이탄》(영어: The Titan)은 2018년에 개봉한 영국, 미국, 스페인의 SF, 드라마 영화이다. 레나드 러프가 감독을 아라쉬 아멜, 맥스 허위츠가 각본을 맡았다.

## 줄거리
인류는 극심한 환경오염과 기아로 척박해진 지구를 벗어나고자, 토성의 달 ‘타이탄’ 이주 프로젝트에 나선다. 실험을 세상에 공표하고 대인구 이동을 시작하기에 앞서 전 세계 육, 해, 공 최정예 멤버들로 구성된 신체 적응 훈련 프로젝트를 시작하고, 훈련을 마친 최정예 선발대원들을 먼저 ‘타이탄’으로 보내기로 하는데... 그 중, 공군 릭(샘 워싱턴)은 뛰어난 능력을 보이며 상위권 멤버로 등극하고,
그 역시 강해지는 자신의 체력과 신체 변화에 놀라워한다. 하지만 릭과 훈련을 받던 요원들 사이에 갑작스런 실험 부작용이 나타나면서
점차 충격적인 모습으로 변해가기 시작하는데... 과연, 전 인류의 생존은 이뤄질 것인가?

## 출연진
- 샘 워싱턴 - 릭 젠슨 역
- 테일러 쉴링 - 애비 젠슨 역
- 톰 윌킨슨 - 마틴 콜링우드 역
- 아기네스 딘 - 프레야 업톤 역
- 나탈리 엠마뉴엘 - 탤리 루터포드 역
- 코리 존슨 - 짐 피터슨 역
- 알렉산다르 요바노비치 - 앤톤 베르너 역
- 아론 해프넌 - 제인 고스키 역
- 나탈리에 포자 - 비타 라모스 역
- 스티븐 크리 - 티모시 파이크 역
- 디에고 보네타 - 루이스 에르난데스 역
- 알렉스 래니피컨 - 앤드류 루터포드 역
- 노아 주프 - 루카스 젠슨 역
- 나오미 배트릭 - 라예느 고스키 역
- 벤 알드리지 - 로렌스 역